# Ghassanides
220–638
Entités précédentes :
- Arabie pétrée

Entités suivantes :
- Califat des Rachidoune

Les Ghassanides (arabe : الغساسنة), aussi appelés Jafnides sont une tribu arabe chrétienne  qui a fondé un royaume arabe pré-islamique au Levant,. Ayant émigré du Yémen au IIIe siècle, ils se convertissent au christianisme monophysite lorsqu'ils s'installent dans la région, bien que d’autres aient été déjà chrétiens avant d’émigrer vers le nord pour échapper à la persécution religieuse,. Au VIe siècle, les Ghassanides devinrent la confédération dominante à l’est du Jourdain et au sud-est de Damas, l’empereur byzantin Justinien, réalisant alors la nécessité d’un allié fort au Levant, éleva Al-Harith V ibn Jabalah à la dignité de roi.
Après s’être installés au Levant, les Ghassanides deviennent un état vassal de l’Empire byzantin auprès duquel ils jouent le rôle d'« alliés fédérés » (identifiés comme foederati ou symmachoi), et combattent pour lui les Sassanides et leurs vassaux arabes de Mésopotamie, les Lakhmides,. Les terres du royaume Ghassanide servent également de zone tampon entre les terres annexées par les Romains et l'Arabie.
Les Ghassanides ont apporté une période de prospérité considérable pour les Arabes de Syrie. La vie de cour des rois Ghassanides fut décrite comme une vie de luxe et une vie culturelle active, avec le mécénat des arts, de la musique et surtout de la poésie arabe,,. Ces derniers ont grandement influencé l'art Omeyyade,.
Après la conquête musulmane du Levant, la plupart des Ghassanides restés chrétiens ont fusionné avec les communautés melchites et syriaques au sein de ce qui est aujourd’hui la Jordanie, la Palestine, la Syrie et le Liban.

## Origines

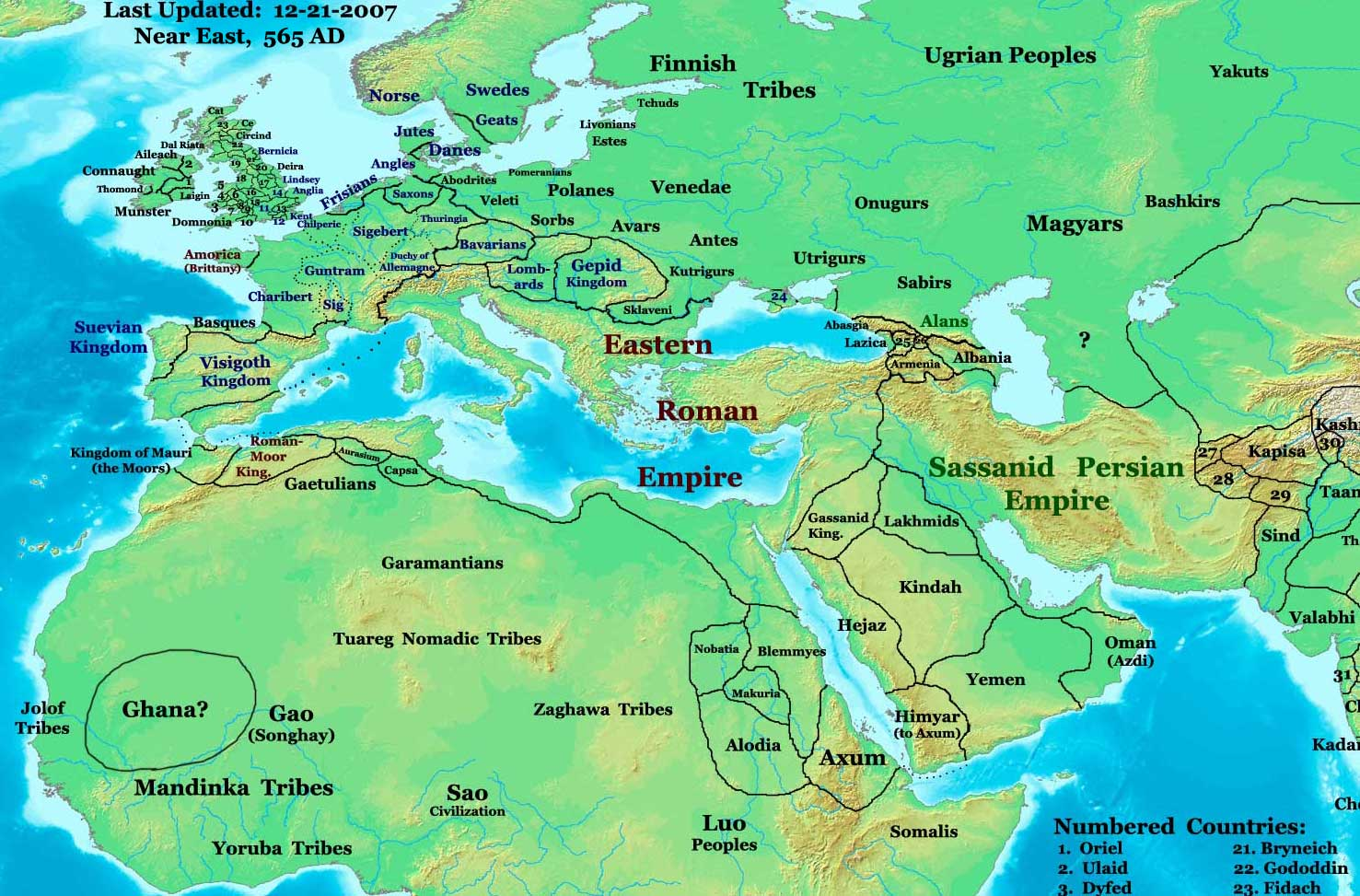
Proche-Orient vers +565.

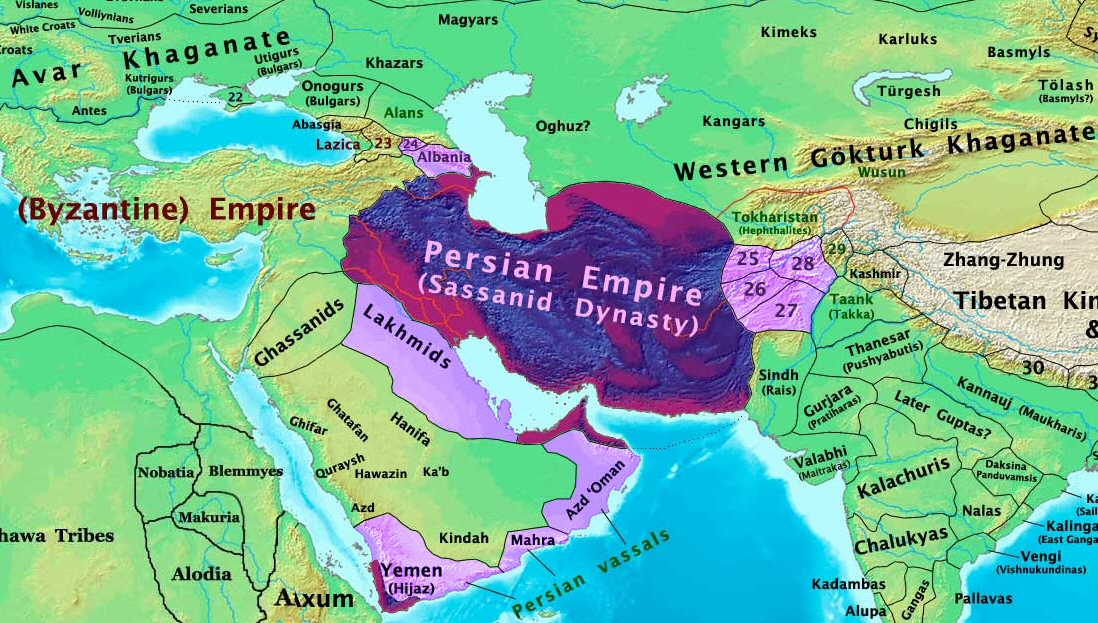
Proche-Orient vers +600.

Les Ghassanides seraient venus du sud de l'Arabie vers la fin du IIIe siècle. Comme les Lakhmides, ils seraient une branche de la tribu Azd qui fait elle-même partie des tribus Qahtanites (les Arabes « aborigènes » du Sud) qui habitaient le Yémen et seraient à l'origine du royaume de Saba. Ils habitaient la ville de Ma'rib qui était irrigué par un grand barrage (ou digue). Lorsque le barrage de Ma'rib s'est écroulé, les Azd auraient immigré un peu partout dans la péninsule arabique.
Les Ghassanides sont une confédération de tribus, qui commence à jouer un rôle central dans la région à partir du VIe siècle.

## Apogée
À son apogée, le royaume Ghassanide s'étend du sud de la Syrie jusqu'à la ville de Yathrib (aujourd'hui Médine en Arabie saoudite), avec pour capitale Jabiyah dans le Golan actuel.  
Vassaux de l'Empire byzantin, dont ils forment un phylarcat (gouvernement basé sur la tribu), les Ghassanides vont protéger la frontière sud-est de l'empire des incursions bédouines et perses. Ils vont connaître une prospérité économique importante et se lanceront dans la construction d'édifices publics et religieux. Ils patronnent aussi les arts, notamment la poésie et installent des poètes comme al-Nābiġa al-D̠ubyānī et Hassan ibn Thabit à leur cour. 
Toutefois, la persécution de la foi monophysite jugée hérétique par Constantinople va mettre à mal leurs relations avec les Byzantins. Ces tensions ont des conséquences importantes lors de la conquête de la région par l'empire musulman naissant. En 636, en pleine bataille du Yarmouk opposant les Byzantins aux Arabo-musulmans[réf. nécessaire], 12 000 guerriers Ghassanides qui n'avaient pas été payés depuis plusieurs mois font défection après que les musulmans leur ont offert de payer leurs arriérés[source insuffisante], ils contribuent à la défaite byzantine.
Cette bataille conduit au démantèlement du royaume de Ghassan, le pouvoir réel leur échappant depuis l'invasion perse de 614. Même si certains se convertissent à l'islam, la plus grande partie des Ghassanides conservent la foi chrétienne.
Le prénom de Ghassan est toujours en usage parmi les arabes (chrétiens et musulmans) jusqu'à aujourd'hui. Il signifie « force » en arabe et en syriaque.

## Héritage
Sous les règnes des rois Al-Harith V ibn Jabalah et Al-Mundhir III ibn al-Harith, le royaume Ghassanide atteignit son apogée. Les Ghassanides ont joué un rôle crucial pour la survie, le renouveau et la propagation du monophysisme, notamment par le biais d’activités missionnaires et de la construction de plusieurs églises et monastères en Syrie et en Arabie. Les rois Ghassanides ont aussi présidé plusieurs conciles.

La domination Ghassanide a également apporté une période de prospérité considérable pour les Arabes de Syrie, comme en témoignent une expansion de l’urbanisation et le parrainage de plusieurs églises, monastères et autres bâtiments. La vie de cour des rois Ghassanides est décrite comme une vie de luxe et une vie culturelle active, avec le mécénat des arts, de la musique et surtout de la poésie arabe, : 
« Les cours Ghassanides étaient les centres les plus importants de la poésie arabe avant la montée des cours califales sous l’Islam »
Après la conquête musulmane du Levant, les Ghassanides, qui avaient joué un rôle culturel, religieux et politique important durant la période préislamique, ont continué à exercer une grande influence dans la région,, leur culture de cour, y compris leur penchant pour les palais du désert comme Qasr ibn Wardan, a fourni le modèle pour les califes omeyyades et leur cour. Les Ghassanides sont d'ailleurs considérés par beaucoup de chercheurs comme les prédécesseurs des Omeyyades en termes d'influence architecturale. L'art arabe préislamique des Ghassanides a grandement influencé l'art Omeyyade,.
Plusieurs dynasties, chrétiennes et musulmanes, ont revendiqué être descendantes des rois Ghassanides comme la dynastie Nicéphorienne de l’Empire byzantin, la dynastie Rassoulide du Yémen ou encore la dynastie Burjite du Sultanat mamelouk d'Égypte. Les derniers souverains à porter les titres de successeurs royaux Ghassanides furent les cheikhs chrétiens Al-Chemor au Mont-Liban.

## Rois Ghassanides
- Jafnah I ibn Amr (220-265)
- Amr I ibn Jafnah (265-270)
- Tha'labah ibn Amr (270-287)
- al-Harith I ibn Th'alabah (287-307)

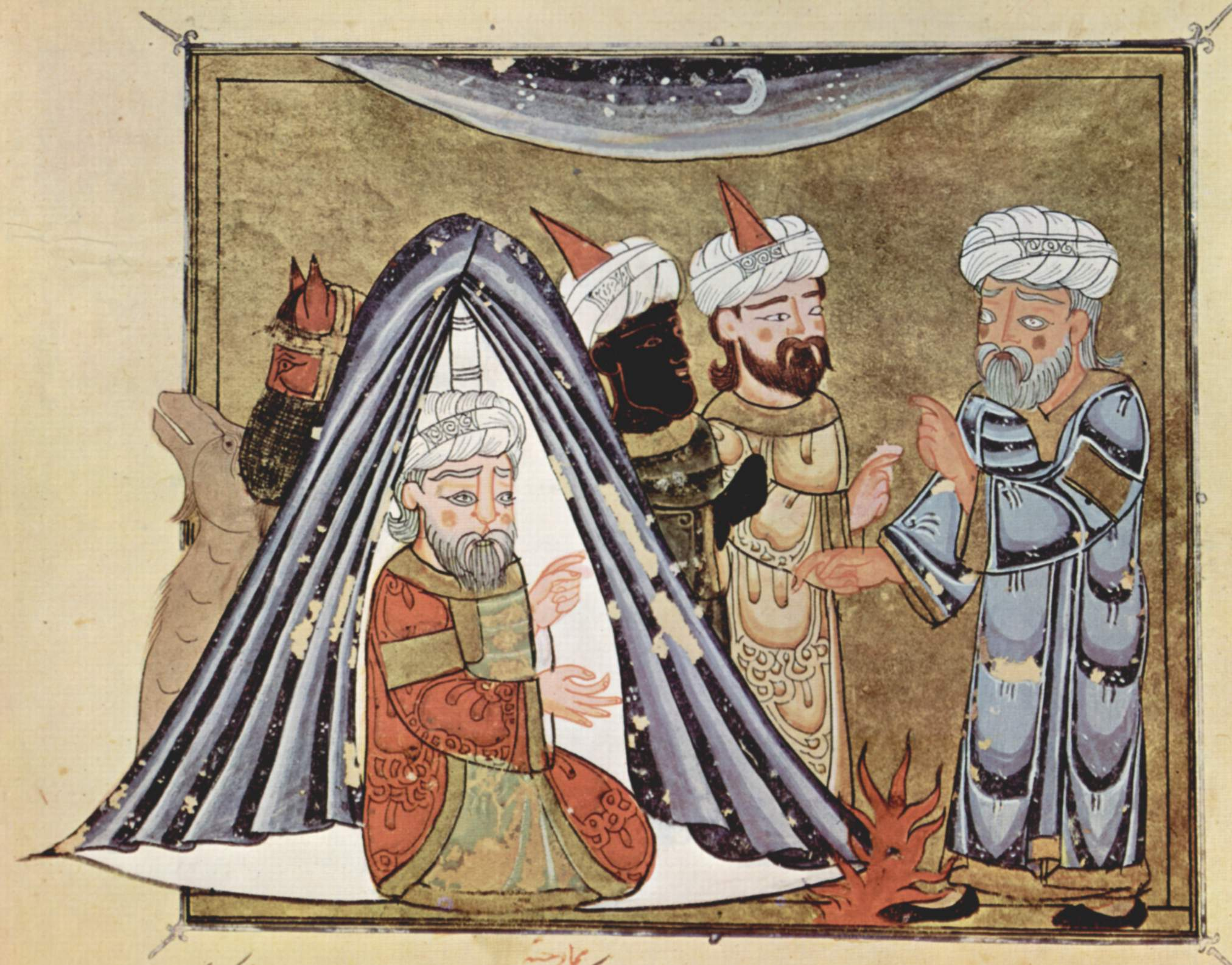
Al-Harith roi ghassanide des Arabes dans le Maqâmât de Vienne, 1334.

- Jabalah I ibn al-Harith I (307-317)
- al-Harith II ibn Jabalah "ibn Maria" (317-327)
- al-Mundhir I Senior ibn al-Harith II (327-330) et...
- al-Aiham I ibn al-Harith II (327-330) et...
- al-Mundhir II Junior ibn al-Harith II (327-340) et...
- al-Nu'man I ibn al-Harith II (327-342) et...
- Amr II ibn al-Harith II (330-356) et...
- Jabalah II ibn al-Harith II (327-361)
- Jafnah II ibn al-Mundhir I (361-391) et...
- al-Nu'man II ibn al-Mundhir I (361-362)
- al-Nu'man III ibn 'Amr ibn al-Mundhir I (391-418)
- Jabalah III ibn al-Nu'man (418-434)
- al-Nu'man IV ibn al-Aiham (434-455) et...
- al-Harith III ibn al-Aiham (434-456) et...
- al-Nu'man V ibn al-Harith (434-453)
- al-Mundhir II ibn al-Nu`man (453-472) et...
- Amr III ibn al-Nu'man (453-486) et...
- Hijr ibn al-Nu'man (453-465)
- al-Harith IV ibn Hijr (486-512)
- Jabalah IV ibn al-Harith (512-529)
- Al-Harith V ibn Jabalah (529-569)
- al-Mundhir III ibn al-Harith (569-581) et...
- Abu Kirab al-Nu'man ibn al-Harith (570-582)
- al-Nu'man VI ibn al-Mundhir (582-583)
- al-Harith VI ibn al-Harith (583)
- al-Nu'man VII ibn al-Harith Abu Kirab (583- ?)
- al-Aiham II ibn Jabalah (? -614)
- al-Mundhir IV ibn Jabalah (614- ?)
- Sharahil ibn Jabalah (? -618)
- Amr IV ibn Jabalah (618-628)
- Jabalah V ibn al-Harith (628-632)
- Jabalah VI ibn al-Ayham (en) (632-638).